# Werner Knaupp

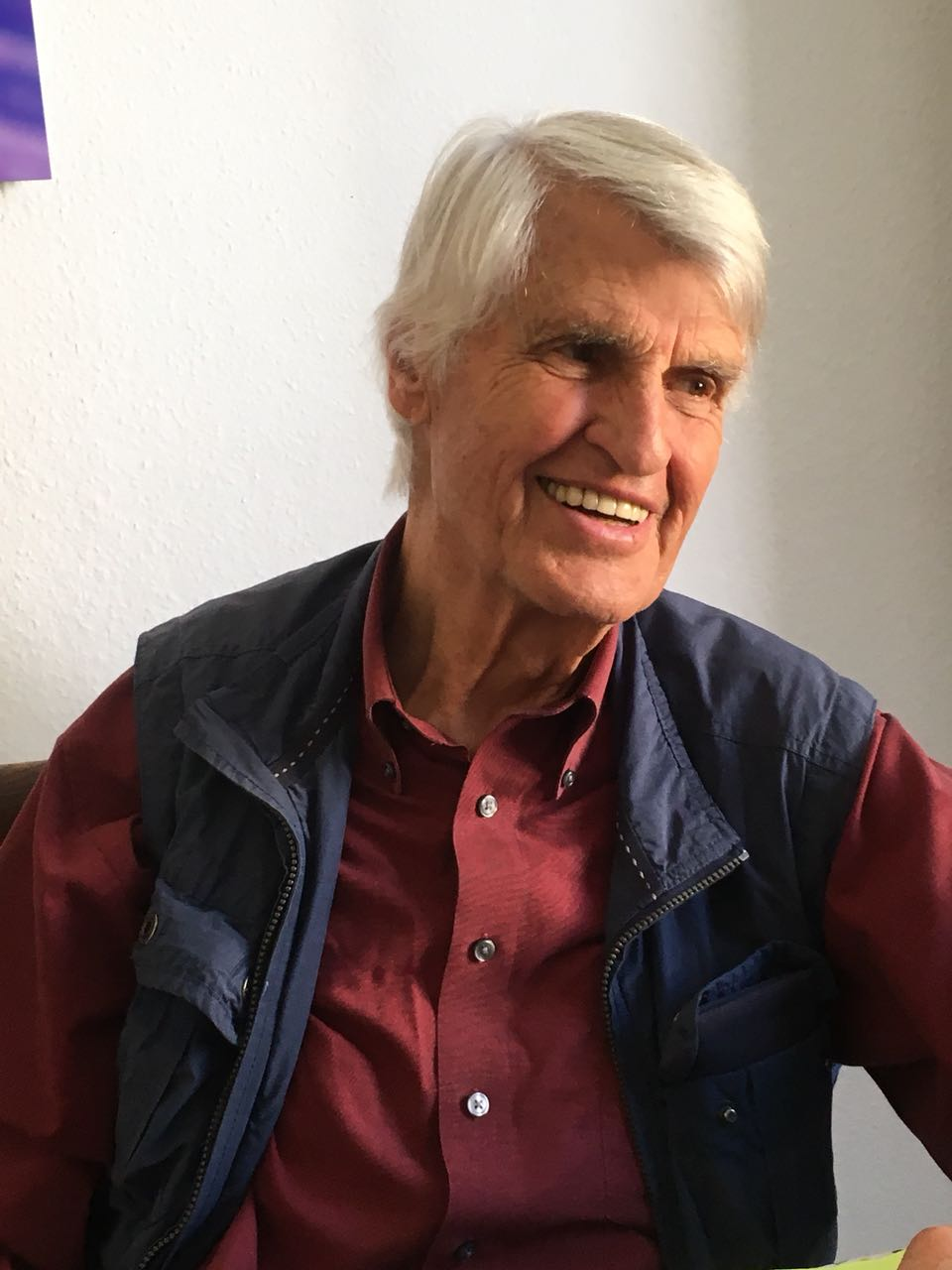
Werner Knaupp, 2018

Werner Knaupp (* 3. Mai 1936 in Nürnberg) ist ein deutscher Maler und Bildhauer.

## Leben und Werk
Werner Knaupp studierte von 1957 bis 1961 sowie von 1963 bis 1964 Malerei an der Akademie der Bildenden Künste in Nürnberg bei Fritz Griebel, Otto Michael Schmitt und Gerhard Wendland. In den Jahren 1970 und 1971 hatte er eine Gastdozentur an der Akademie der Bildenden Künste in Karlsruhe inne. 1977 nahm er an der documenta 6 in Kassel teil. Von 1986 bis 2001 lehrte Werner Knaupp als Professor für Malerei an der Akademie der Bildenden Künste in Nürnberg. Seit 2004 ist er Mitglied der Bayerischen Akademie der Schönen Künste in München. Werner Knaupp lebt und arbeitet in Ernhofen bei Nürnberg.
Eine Vielzahl der Arbeiten von Werner Knaupp gründet auf existenziellen Erfahrungen: Seit 1964 unternimmt er regelmäßig Reisen in extreme Landschaften (Wüsten, Vulkane, Berge) wie zum Beispiel in die Sahara und in die Antarktis, auf die Lofoten, nach Hawaii, Neuseeland und Island. Ebenso werkprägend waren die bewussten Erfahrungen menschlicher Grenz-Situationen: Krankheit, Wahnsinn, Sterben und Tod. So arbeitete Werner Knaupp jeweils mehrere Monate als Hilfspfleger im Nervenkrankenhaus Bayreuth (1977 bis 1978), im Sterbehaus der Mutter Teresa in Kalkutta in Indien (1979) und im Krematorium der Stadt Nürnberg (1980).
Das bislang über 55-jährige Schaffen von Werner Knaupp ist geprägt von unterschiedlichen Werkgruppen, die zyklisch aufeinander folgen und jeweils mehrere Jahre umfassen. Die einzelnen Schaffensperioden unterscheiden sich sowohl thematisch wie von den verwendeten Materialien teils sehr deutlich. So schuf Knaupp bis heute Kugelschreiberzeichnungen, Kohlezeichnungen, Gouachen, Aschebilder, Eisenskulpturen, Pastelle, Acrylbilder und Photographien.
Werke des Künstlers befinden sich unter anderem in den Sammlungen der Neuen Nationalgalerie Berlin, der Bundessammlung Bonn, der Staatlichen Kunstsammlungen Dresden, der Kunsthalle Hamburg, der Staatlichen Kunstsammlungen und der Neuen Galerie in Kassel, des Museums Ludwig Köln, des Wilhelm-Hack-Museums Ludwigshafen, der Kunsthalle Mannheim, der Städtischen Galerie im Lenbachhaus München, des Museum of Modern Art New York, des Neuen Museum Nürnberg, der Bayerischen Staatsgemäldesammlungen – Pinakothek der Moderne, München und der Staatsgalerie Stuttgart.
Als ordentliches Mitglied des Deutschen Künstlerbundes nahm Werner Knaupp ab 1967 an den meisten Jahresausstellungen des DKB bis 1983 teil.

## Ausstellungen
Einzelausstellungen (Auswahl):
- 1965: Galerie Defet, Nürnberg
- 1968: Staatliche Kunsthalle Baden-Baden, Baden-Baden
- 1981: Städtische Kunsthalle Mannheim, Mannheim
- 1983: Kunsthalle Bremen, Bremen
- 1983: Neue Nationalgalerie Berlin
- 1983: Overbeck-Gesellschaft, Lübeck
- 1983: Germanisches Nationalmuseum, Nürnberg
- 1986: Suermondt-Ludwig-Museum, Aachen
- 1987: Städtische Galerie im Lenbachhaus, Kunstforum München
- 1987: Galerie Junge Kunst, Museum für zeitgenössische Kunst, Frankfurt (Oder)
- 1993: Kunsthalle Nürnberg, Nürnberg
- 1993: Städtische Galerie Erlangen, Erlangen
- 1997: Kunsthalle Zugspitzgipfel, Garmisch-Partenkirchen
- 2000: Kunstverein Coburg, Coburg
- 2004: Kunstmuseum Erlangen, Erlangen
- 2008: Kulturspeicher Oldenburg im Stadtmuseum Oldenburg
- 2009: Forum Kunst Rottweil
- 2011: Neues Museum Nürnberg – Staatliches Museum für Kunst und Design, Nürnberg
- 2011: Kunstmuseum Bayreuth
- 2011: Kunstverein Hof
- 2013: Marburger Kunstverein
- 2014: NordseeMuseum Husum
- 2016: Kunstvilla im KunstKulturQuartier Nürnberg
- 2016: Neues Museum Nürnberg
- 2016: Kunstmuseum Bayreuth
- 2022: Neue Galerie im Höhmannhaus, Augsburg (mit Christof Rehm)
- 2023: Forum Kunst Rottweil

Gruppenausstellungen (Auswahl):
- 1967: DKB-Jahresausstellung, Karlsruhe, Badischer Kunstverein[3]
- 1969 Wilhelm-Morgner-Preis für experimentelle Kunst 1969, Soest
- 1972: German Art of the Sixties, Kapstadt, Prätoria, Durban, Port Elizabeth, Bielefeld
- 1977: documenta 6: Handzeichnungen. Formen und Funktionen der Zeichnung in den sechziger und siebziger Jahren, Orangerie, Kassel
- 1983: 80 Jahre Deutscher Künstlerbund 1903–1983, Neue Nationalgalerie, Berlin
- 1985: Apokalypse. Ein Prinzip Hoffnung? Ernst Bloch zum 100. Geburtstag, Wilhelm-Hack-Museum, Ludwigshafen
- 1991: Museum Folkwang Essen
- 1993: Variations autour de la Crucifixion regards contemporains sur Grünewald, Musée d’Unterlinden, Colmar
- 1994: Bedrängnis des Körpers, [Titel tschechisch] Gedenkstätte Theresienstadt, Theresienstadt
- 2003: Deutschland fliegt zum Mond. Junge westdeutsche Kunst am Ende der 60er Jahre, Oberösterreichisches Landesmuseum, Linz
- 2009: Magie der Farbe – Pastose Malerei, Farbmaterie, Farbräume[4] Kunsthalle Dominikanerkirche, Osnabrück, Deutschland (mit u. a. Christiane Conrad, Rudolf Englert, Dieter Krieg, Eugène Leroy, Harry Meyer, Adolphe Monticelli, Bernd Schwarting, Rainer Splitt, Theo Wolvecamp)
- 2010: Perspektive Landschaft, Kunstverein Augsburg e. V., Augsburg
- 2011: Maler der Akademie, Bayerische Akademie der Schönen Künste, München
- 2013: Aller Zauber liegt im Bild – zeitgenössische Kunst der Benediktinerabtei Maria Laach in der Sammlung Würth, Museum Würth, Künzelsau
- 2013: Stahlplastik in Deutschland – gestern und heute, Kunstverein Wilhelmshöhe Ettlingen
- 2015/2016: Gott und die Welt – Fokus Franken – Triennale Schweinfurt für zeitgenössische Kunst III, Kunsthalle Schweinfurt
- 2016: WWW – Wasser, Wolken, Wind – Elementar- und Wetterphänomene in Werken der Sammlung Würth, Kunsthalle Würth, Schwäbisch Hall
- 2018/2019: Neue Horizonte – Künstlerische Blicke ins Weite, Neues Museum Nürnberg[5]
- 2021/2022: #000000, Kunstsammlungen Chemnitz – Museum Gunzenhauser[6]

## Auszeichnungen
- 1966: Förderungspreis der Stadt Nürnberg
- 1967: Stipendium des Kulturkreises der deutschen Wirtschaft im BDI
- 1969: Förderpreis der Stadt Darmstadt anlässlich der 3. Internationale der Zeichnung
- 1981: Kunstpreis der Kreissparkasse Esslingen-Nürtingen (Arbeiten auf Papier)
- 1981: Kunstpreis der Philip Morris GmbH, München
- 1982: Max-Lütze-Medaille des Familienverbandes Lütze e. V., Stuttgart
- 1982: Stipendium der Akademie der Künste Berlin / Arbeitsaufenthalt im Künstlerhaus Bethanien, Berlin
- 1983: Kunstpreis der Evangelischen Landeskirche in Bayern
- 1985: Preis der Stadt Nürnberg für Kunst und Wissenschaft
- 1993: Otto-Grau-Kulturpreis
- 1994: Bundesverdienstkreuz 1. Klasse[7]
- 1994: Wolfram-von-Eschenbach-Preis des Bezirks Mittelfranken
- 1995: Friedrich-Baur-Preis der Bayerischen Akademie der Schönen Künste
- 1997: Kunstpreis der Nürnberger Nachrichten
- 2008: Kulturpreis Bayern der E.ON Bayern AG
- 2019: Kulturpreis der Stadt Stein[8]